# 황정은
황정은(黄貞殷, 1976년~)은 대한민국의 소설가이다.

## 생애
1976년 서울에서 태어났으며, 인천대학교 불문과를 중퇴했다. 2005년 경향신문 신춘문예로 등단했다. 소설집 《일곱시 삼십이분 코끼리열차》, 《파씨의 입문》, 《아무도 아닌》과 장편소설 《백(百)의 그림자》, 《계속해보겠습니다》가 있다. 2010년 한국일보문학상을 수상했다. 2012년 《파씨의 입문》으로 신동엽문학상을 받았다. 《양의 미래》로 제59회 현대문학상을 수상했으나 현대문학 사태로 상을 반납했다. 2014년 단편 《누가》로 15회 이효석문학상을 받았다. 2015년 《계속해보겠습니다》로 제23회 대산문학상을 수상했다.
2017년 중편 《웃는 남자》로 제11회 김유정문학상을 수상하며 한국의 중견 소설가로 자리매김했다. 2019년 만해문학상, 5.18 문학상을 수상했다.
팟캐스트 《2012문장의 소리》 《작가의 방》을 진행한 적이 있으며, 팟캐스트 《창비 라디오 책다방 시즌1》, 《책읽아웃》을 진행했다.

## 저서

### 장편소설
- 《백(百)의 그림자》 (민음사, 2010년, 창비, 2022년)
- 《야만적인 앨리스씨》 (문학동네, 2013년, 2023년)
- 《계속해보겠습니다》 (창비, 2014년)

### 소설집
- 《일곱시 삼십이분 코끼리열차》 (문학동네, 2008년)
- 《파씨의 입문》 (창비, 2012년)
- 《아무도 아닌》 (문학동네, 2016년)

### 연작소설
- 《디디의 우산》 (창비, 2019년) ISBN 978-89364375-4-1
- 《연년세세》 (창비, 2020년) ISBN 978-89364344-4-1

### 산문집
- 《일기》 (창비, 2021년)

### 공저
| 도서                                                | 수록작            | 출판일      | 출판사       | 비고                  |
| --------------------------------------------------- | ----------------- | ----------- | ------------ | --------------------- |
| 2007 제8회 이효석문학상 수상작품집                  | 모자              | 2007년      | 해토         | ISBN 978-89909786-0-8 |
| 2008 제53회 현대문학상 수상소설집                   | 오뚝이와 지빠귀   | 2007년 11월 | 현대문학     | ISBN 978-89727540-2-2 |
| 2008 작가가 선정한 오늘의 소설                      | 곡도와 살고 있다  | 2008년 3월  | 작가         | ISBN 978-89892517-7-4 |
| 일곱가지 색깔로 내리는 비                           | 낙하하다          | 2011년 1월  | 열림원       | ISBN 978-89706367-6-4 |
| 양의 미래: 제59회 현대문학상 수상소설집             | 양의 미래         | 2013년 12월 | 현대문학     | ISBN 978-89727568-6-6 |
| 한밤의 산행: 테마 소설집                            | 아무도 아닌, 명실 | 2014년 4월  | 한겨레출판사 | ISBN 978-89843179-9-4 |
| 맨발로 글목을 돌다: 2011년 제35회 이상문학상 작품집 | 猫氏生            | 2011년 1월  | 문학사상사   | ISBN 978-89701286-1-0 |
| 2014 제5회 젊은작가상 수상작품집                    | 상류엔 맹금류     | 2014년 12월 | 문학동네     | ISBN 978-89546244-7-3 |
| 눈먼 자들의 국가: 세월호를 바라보는 작가의 눈       | 가까스로, 인간    | 2014년 10월 | 문학동네     | ISBN 978-89546260-7-1 |
| 2019 김승옥문학상 수상작품집                        | 파묘              | 2019년 9월  | 문학동네     | ISBN 978-89546579-5-2 |
| 가슴 뛰는 소설                                      | 대니 드비토       | 2020년 8월  | 창비교육     | ISBN 979-11657001-7-1 |